# Rue de la Maison-Blanche (Reims)
La  rue de la Maison-Blanche  est une voie de la commune de Reims, située au sein du département de la Marne, en région Grand Est.

## Situation et accès
La rue de la Maison-Blanche appartient administrativement au quartier Maison-Blanche - Sainte-Anne - Wilson à Reims.
Elle relie la rue de Courlancy à gare Maison-Blanche, par une voie à double sens, sauf sur la partie entre le boulevard Wilson et Courlancy.

## Origine du nom
Elle tient ce nom d'un ancien hameau sur la route d'Épernay.

## Historique
Ancienne « route de Bezannes » elle prend sa dénomination actuelle en 1892.

## Bâtiments remarquables et lieux de mémoire

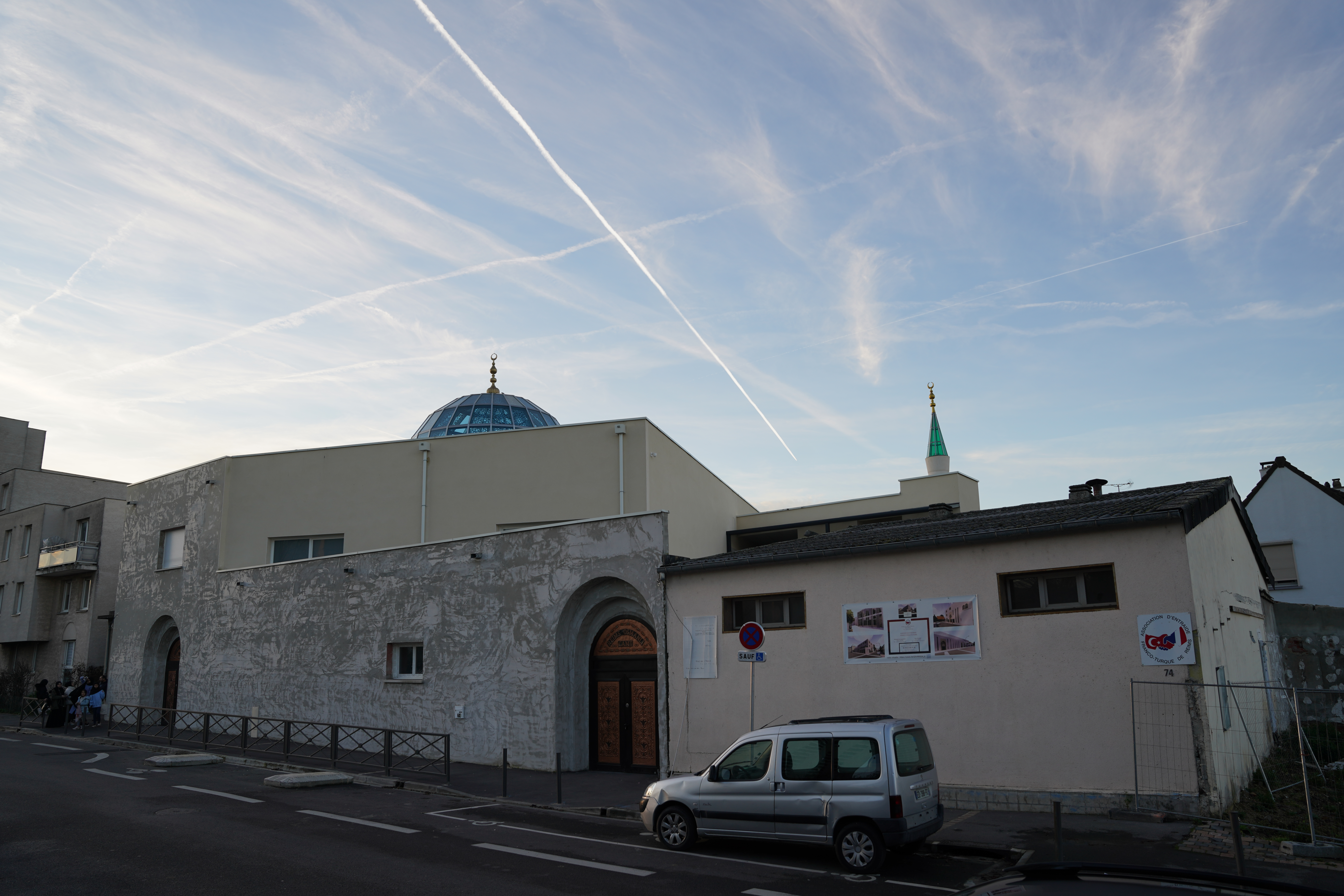
La mosquée.

Les bâtiments suivants sont situés rue de la maison-Blanche : 
- Future mosquée Turque de Reims Osmanli Cami (en construction) ;
- Tour de la maison-Blanche au n° 77 de la rue, une des plus hautes tours de Reims.